# Ligne Tsurumai
La ligne Tsurumai (鶴舞線, Tsurumai-sen) est une ligne du métro de Nagoya au Japon. Également ligne 3 du réseau, elle relie la station de Kami-Otai à celle d'Akaike. Longue de 20,4 km, elle traverse Nagoya du nord-ouest au sud-est en passant par les arrondissements de Nishi, Naka, Shōwa et Tempaku, avant de desservir la ville de Nisshin. Sur les cartes, la ligne est identifiée avec la lettre T et sa couleur est bleue.

## Histoire
Le premier tronçon de la ligne Tsurumai a été ouvert en 1977 entre Fushimi et Yagoto. La ligne a ensuité été prolongée à Akaike en 1978, à Jōshin en 1981, à Shōnai Ryokuchi Kōen en 1984 et à Kami-Otai en 1993.

## Caractéristiques

### Ligne
- Écartement : 1 067 mm
- Alimentation : 1 500 V par caténaire
- Vitesse maximale : 75 km/h

### Interconnexion
La ligne est interconnectée avec la ligne Meitetsu Inuyama à Kami-Otai et la ligne Meitetsu Toyota à Akaike.

### Stations

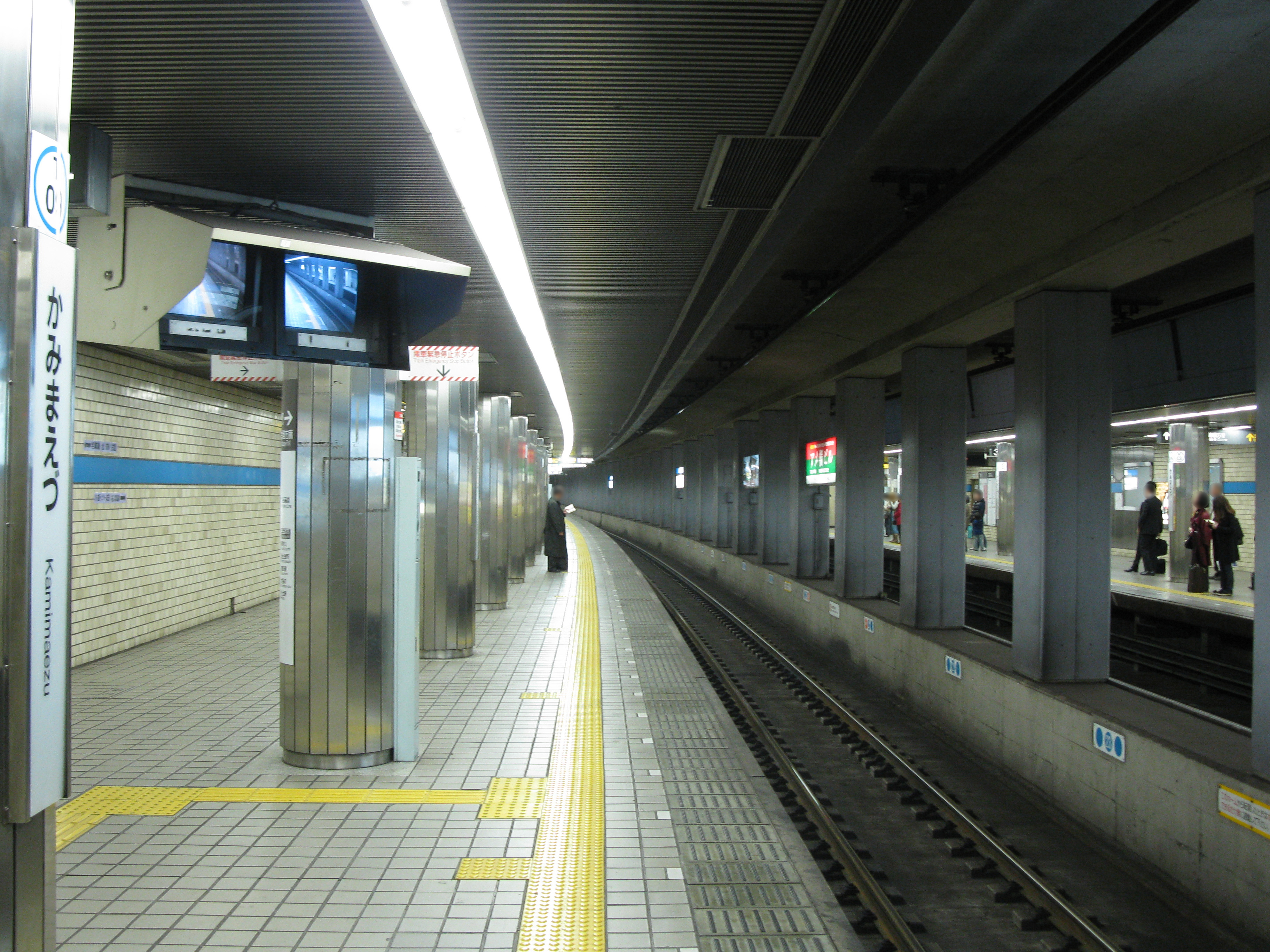
La ligne Tsurumai à Kamimaezu

La ligne Higashiyama comporte 20 stations, identifiées de T01 à T20.
| Numéro | Station              | Nom japonais | Distance (km) | Correspondances                                           | Localisation       |
| ------ | -------------------- | ------------ | ------------- | --------------------------------------------------------- | ------------------ |
| T01    | Kami-Otai            | 上小田井     | 0             | Meitetsu : Inuyama (interconnexion) TKJ : Jōhoku (à Otai) | Nishi-ku, Nagoya   |
| T02    | Shōnai Ryokuchi Kōen | 庄内緑地公園 | 1,4           |                                                           | Nishi-ku, Nagoya   |
| T03    | Shōnai-dōri          | 庄内通       | 2,7           |                                                           | Nishi-ku, Nagoya   |
| T04    | Jōshin               | 浄心         | 4,1           |                                                           | Nishi-ku, Nagoya   |
| T05    | Sengen-chō           | 浅間町       | 4,9           |                                                           | Nishi-ku, Nagoya   |
| T06    | Marunouchi           | 丸の内       | 6,3           | Métro de Nagoya : Sakura-dōri                             | Naka-ku, Nagoya    |
| T07    | Fushimi              | 伏見         | 7,0           | Métro de Nagoya : Higashiyama                             | Naka-ku, Nagoya    |
| T08    | Ōsu Kannon           | 大須観音     | 7,8           |                                                           | Naka-ku, Nagoya    |
| T09    | Kamimaezu            | 上前津       | 8,8           | Métro de Nagoya : Meijō                                   | Naka-ku, Nagoya    |
| T10    | Tsurumai             | 鶴舞         | 9,7           | JR Central : Chūō                                         | Naka-ku, Nagoya    |
| T11    | Arahata              | 荒畑         | 11,0          |                                                           | Shōwa-ku, Nagoya   |
| T12    | Gokiso               | 御器所       | 11,9          | Métro de Nagoya : Sakura-dōri                             | Shōwa-ku, Nagoya   |
| T13    | Kawana               | 川名         | 13,1          |                                                           | Shōwa-ku, Nagoya   |
| T14    | Irinaka              | いりなか     | 14,1          |                                                           | Shōwa-ku, Nagoya   |
| T15    | Yagoto               | 八事         | 15,0          | Métro de Nagoya : Meijō                                   | Shōwa-ku, Nagoya   |
| T16    | Shiogama-guchi       | 塩釜口       | 16,5          |                                                           | Tempaku-ku, Nagoya |
| T17    | Ueda                 | 植田         | 17,6          |                                                           | Tempaku-ku, Nagoya |
| T18    | Hara                 | 原           | 18,4          |                                                           | Tempaku-ku, Nagoya |
| T19    | Hirabari             | 平針         | 19,3          |                                                           | Tempaku-ku, Nagoya |
| T20    | Akaike               | 赤池         | 20,4          | Meitetsu : Toyota (interconnexion)                        | Nisshin            |

## Matériel roulant

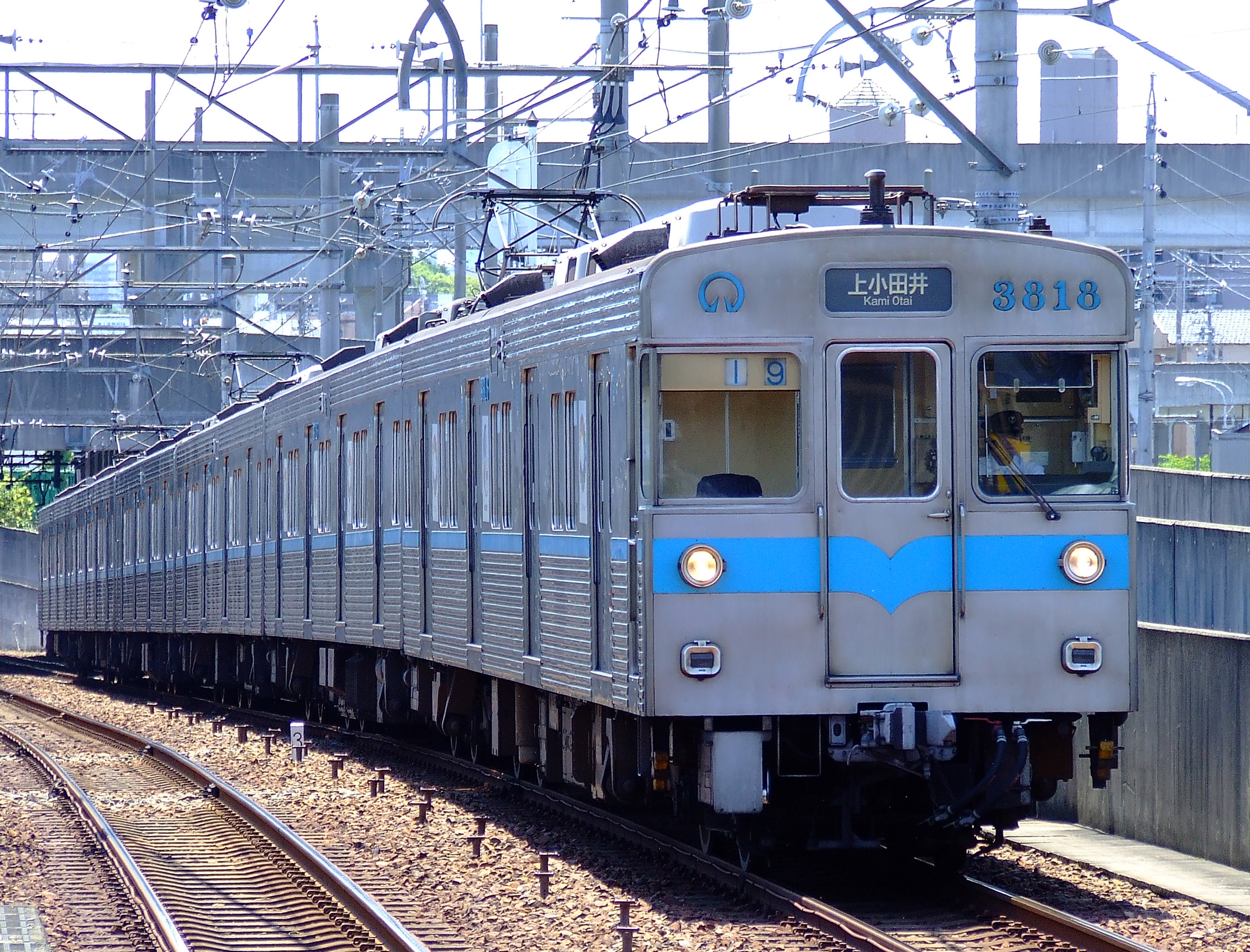
Série 3000
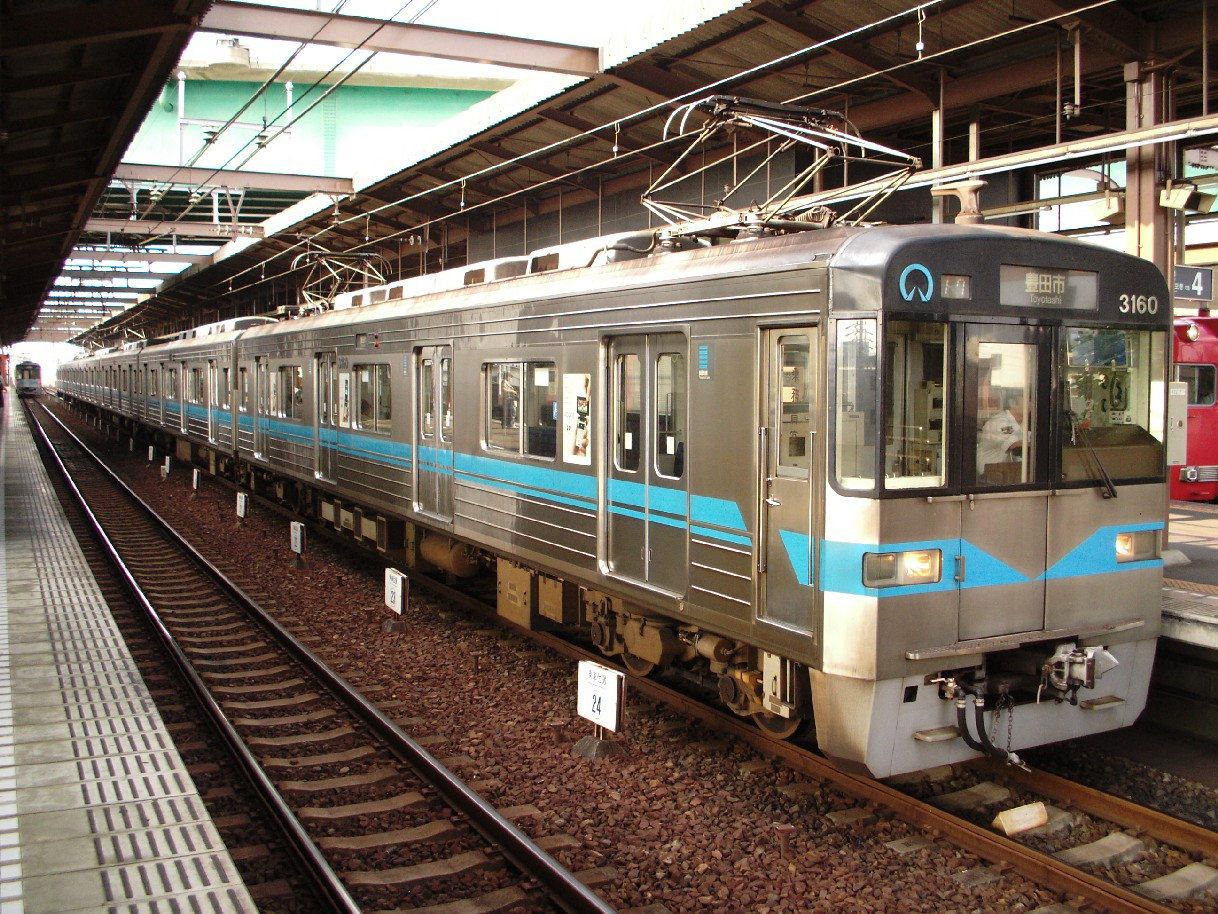
Série 3050
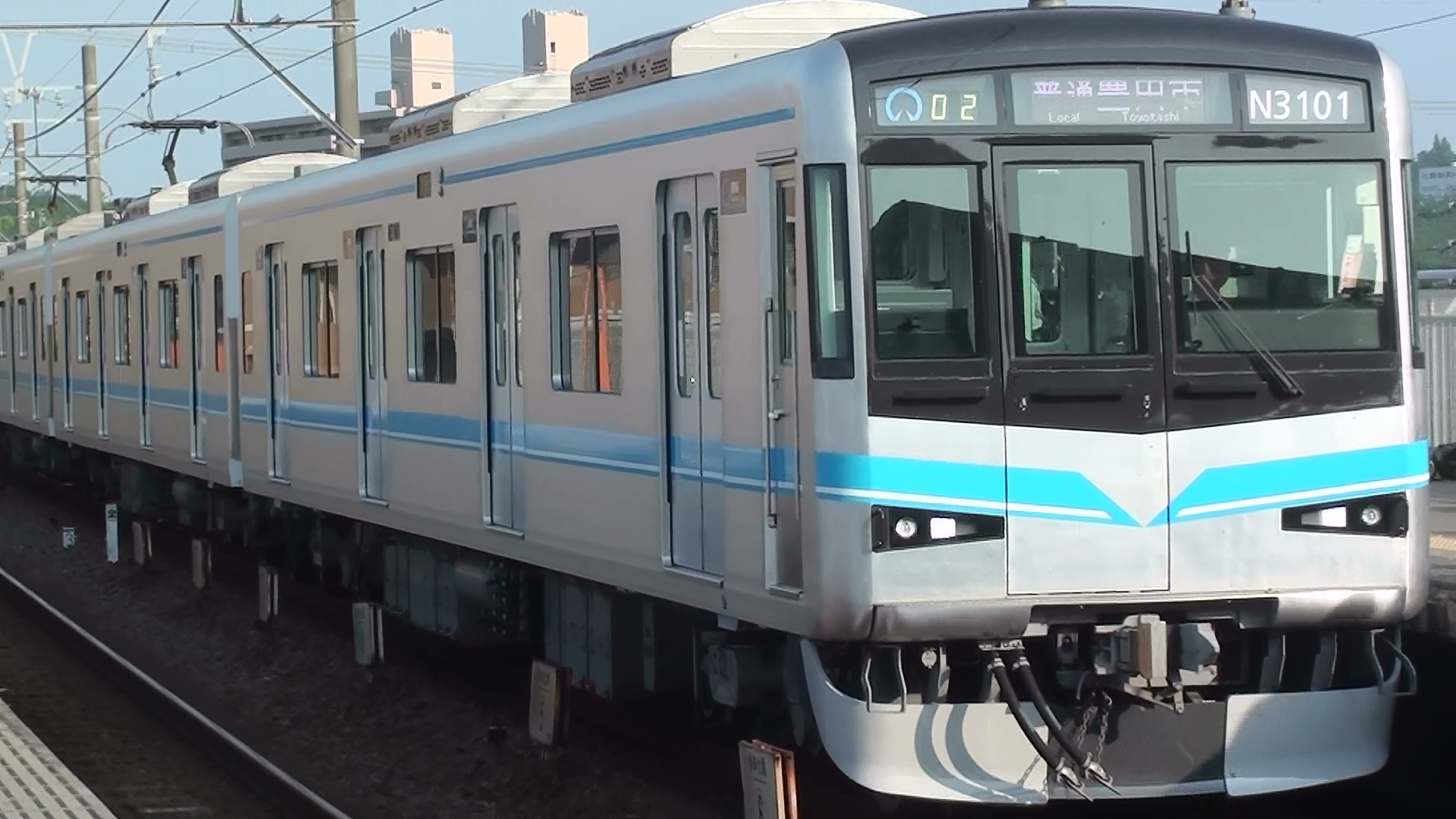
Série N3000
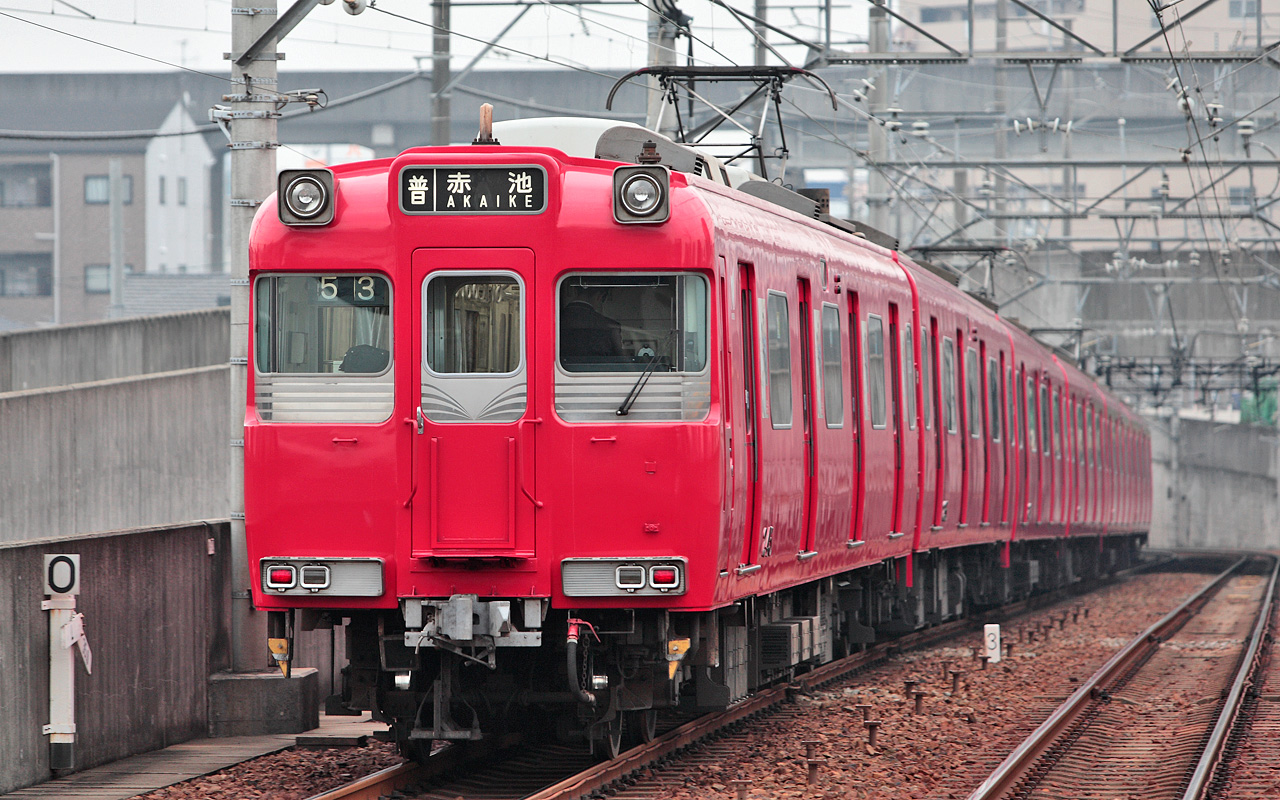
Meitetsu série 200